# MODY-діабет
Цукровий діабет дорослого типу у молодих людей (діабет типу Mason), відоміший як MODY-діабет (від англ. maturity onset diabetes of the young) — термін, описує декілька схожих за перебігом форм діабету з аутосомно-домінантним типом успадкування.

## Історія
Історично терміном MODY позначали різновид діабету, при якому захворювання виявляється у молодому віці, однак перебіг був легкий, як при діабеті другого типу у дорослих, але часто без зниження чутливості до інсуліну.
Термін MODY-діабет бере свій початок у 1964 році, коли вважалося, що цукровий діабет має дві основні форми: з початком у молодому віці і в зрілому, що приблизно відповідало тому, що ми зараз називаємо діабетом 1 типу і 2 типу відповідно. Термін MODY-діабет спочатку застосовувався до будь-якої дитини або молодого дорослого, у якого була постійна безсимптомна гіперглікемія без прогресування до діабетичного кетозу або кетоацидозу. Тепер (після 2000 року) треба визнати, що ця категорія охоплювала гетерогенну сукупність розладів, які включали випадки переважно спадкового діабету (власне MODY-діабет), а також випадки того, що ми б зараз назвали діабетом 2 типу, що виникає в дитинстві або підлітковому віці, і також кілька ще більш рідкісних типів гіперглікемії (наприклад, мітохондріальний діабет або мутантний інсулін). Багато з цих пацієнтів отримували лікування препаратами сульфонілсечовини з різним ступенем успіху.[джерело?]
Сучасне використання терміну MODY-діабет походить зі звіту про клінічний випадок, опублікованого в 1974 році.
З 1990-х років, у міру покращення розуміння патофізіології діабету, концепція та застосування терміну «MODY-діабет» стали точнішими та вужчими. Зараз він використовується як синонім переважно успадкованих моногенних дефектів секреції інсуліну, що виникають у будь-якому віці, і більше не включає жодних форм діабету 2-го типу.
З поглибленням знань визначення MODY-діабету звузилося, і в новій етіологічній класифікації MODY відносять до типів діабету, що пов'язаний з генетичним дефектом функціонування бета-клітин, з розбивкою на підтипи відповідно до конкретного ураженого гену (MODY1-MODY9).

## Патофізіологія
Усі визнані форми MODY-діабету зумовлені неефективним виробленням або вивільненням інсуліну бета-клітинами підшлункової залози.
Кілька дефектів є мутаціями генів транскрипційних факторів. Одна з форм зумовлена мутаціями гена глюкокінази. Для кожної форми MODY було виявлено численні специфічні мутації, що включають різні заміни амінокислот. У деяких випадках спостерігаються значні відмінності в активності мутантного генного продукту, що сприяє варіаціям у клінічних особливостях діабету (таких як ступінь інсулінової недостатності або вік початку захворювання).

## Ознаки і особливості перебігу
MODY-діабет становить щонайменше 1-5 % всіх діагнозів цукрового діабету. Як вважається, 50-90 % випадків MODY помилково діагностуються як діабет 1 або 2 типу. За оцінками, показники поширеності становлять 1 на 10 000 серед дорослих і 1 на 23 000 серед дітей. 50 % родичів першого ступеня успадкують ту саму мутацію, що дає їм понад 95 % ризику розвитку MODY протягом життя. З цієї причини правильна діагностика цього стану є важливою. Зазвичай у пацієнтів спостерігається виражений сімейний анамнез діабету (тобто: наявність діабету до 25 років у двох послідовних поколіннях).
Існує два основні типи клінічної картини.
Деякі форми MODY викликають значну гіперглікемію і типові ознаки й симптоми діабету: підвищену спрагу та часте сечовипускання (полідипсія та поліурія).
Натомість більшість людей з MODY не мають жодних ознак чи симптомів і діагностуються випадково, коли високий рівень глюкози виявляється під час обстеження з інших причин, або під час скринінгу родичів людини, у якої виявили діабет. Виявлення легкої гіперглікемії під час рутинного тесту на толерантність до глюкози при вагітності є особливо характерним.
Хоча цілі лікування діабету однакові незалежно від його типу, існує дві основні переваги підтвердженого діагнозу MODY:
- інсулін може бути непотрібним, і є можливість перевести людину з ін'єкцій інсуліну на пероральні препарати без втрати контролю глікемії;
- це може спонукати до скринінгу родичів і таким чином допомогти виявити інші випадки у членів сім'ї.

Оскільки MODY-діабет трапляється відносно нечасто, багато випадків MODY спочатку помилково вважаються більш поширеними формами діабету: типу 1, якщо пацієнт молодий і не має надмірної ваги; або типу 2, якщо пацієнт має надмірну вагу; або гестаційний діабет, якщо пацієнтка вагітна. Стандартні методи лікування діабету (інсулін для діабету 1 типу та гестаційного діабету, або пероральні гіпоглікемічні засоби для діабету 2 типу) часто розпочинаються до того, як лікар запідозрить більш рідкісну форму діабету.

## Класифікація

### Гетерозиготність
MODY успадковується за автосомно-домінантним типом, тому більшість пацієнтів мають інших членів сім'ї з діабетом. Пенетрантність відрізняється між типами (від 40 % до 90 %).
| Тип                   | OMIM        | Ген/білок                                    | Опис |
| --------------------- | ----------- | -------------------------------------------- | --- |
| HNF4A-MODY (MODY 1)   | OMIM 125850 | Ядерний фактор гепатоцитів 4α (англ. HNF4α)  | Через мутацію — втрата функції HNF4α. 5 %–10 % випадків. |
| GCK-MODY (MODY 2)     | OMIM 125851 | Глюкокіназа                                  | Через будь-яку з кількох мутацій гену глюкокінази — 30 %–70 % випадків. Легка гіперглікемія натще протягом усього життя. Невеликий підйом на навантаження глюкозою. Пацієнти не схильні до ускладнень діабету і не потребують лікування поза вагітністю. |
| HNF1A-MODY (MODY 3)   | OMIM 600496 | Ядерний фактор гепатоцитів 1α (англ. HNF1α)  | Мутації гену HNF1α (ген гомеобокс). 30 %–70 % випадків. Найпоширеніший тип MODY серед популяцій європейського походження. Зазвичай добре реагують на сульфонілсечовину. Низький нирковий поріг для глюкози.                                              |
| PDX1-MODY (MODY 4)    | OMIM 606392 | Інсуліновий промоторний фактор-1             | Мутації IPF1 (Pdx1). Менше 1 % випадків. Асоціюється з агенезією підшлункової залози у гомозигот та іноді у гетерозигот. |
| HNF1B-MODY (MODY 5)   | OMIM 137920 | Ядерний фактор гепатоцитів 1β (англ. HNF1B)  | Один із менш поширених типів MODY, з деякими відмінними клінічними ознаками, включаючи атрофію підшлункової залози та декілька форм захворювань нирок. Дефект у гені HNF-1 бета. 5 %–10 % випадків.                                                      |
| NEUROD1-MODY (MODY 6) | OMIM 606394 | фактор нейрогенної диференціації 1 (NEUROD1) | Мутації гену транскрипційного фактору, що називається нейрогенна диференціація 1. Дуже рідкісно: наразі зареєстровано 5 сімей. |
| KLF11-MODY (MODY 7)   | OMIM 610508 | Крюппель-подібний фактор 11                  | KLF11 асоціюється з формою діабету, яку OMIM охарактеризував як «MODY7». |
| CEL-MODY (MODY 8)     | OMIM 609812 | Жовчозалежна ліпаза                          | Жовчозалежна ліпаза (CEL) асоціюється з формою діабету, яку OMIM охарактеризував як «MODY8». Це дуже рідкісний тип, на сьогодні повідомлено про п'ять сімей. Він асоціюється з екзокринною дисфункцією підшлункової залози.                              |
| PAX4-MODY (MODY 9)    | OMIM 612225 | PAX4                                         | PAX4 — це фактор транскрипції. MODY 9 — дуже рідкісне медичний стан. |
| INS-MODY (MODY 10)    | OMIM 613370 | INS                                          | Мутації в гені інсуліну. Зазвичай асоціюються з неонатальним діабетом. Рідкісно, менше 1 % випадків. |
| BLK-MODY (MODY 11)    | OMIM 613375 | BLK                                          | Мутована В-лімфоцитарна тирозинкіназа, яка також присутня в клітинах острівців підшлункової залози. Дуже рідкісно. |
| ABCC8-MODY (MODY 12)  | OMIM 621196 | ABCC8                                        | Кодує субодиницю рецептора сульфонілсечовини 1 (SUR1) АТФ-чутливого калієвого каналу (KATP), який інтенсивно експресується в панкреатичних β-клітинах. Дуже рідкісно, реагує на лікування препаратами сульфонілсечовини.                                 |
| KCNJ11-MODY (MODY 13) | OMIM 616329 | KCNJ11                                       | Кодує субодиницю Kir6.2 гетеро-октамерного KАТФ каналу, яка інтенсивно експресується в панкреатичних β-клітинах. Дуже рідкісно, реагує на лікування препаратами сульфонілсечовини.                                                                       |
| AAPL1-MODY (MODY 14)  | OMIM 616511 | APPL1                                        | Мутований якірний білок у сигнальному шляху інсуліну. Нещодавно відкритий. |

Нещодавно (2024 року) виявлена моногенна форма діабету, яка відзначається міссенс-варіантом у гені RyR2. Вона ще не отримала тип MODY.

### Гомозиготність
За визначенням, форми MODY є автосомно-домінантними, вимагаючи лише одного аномального гену для розвитку захворювання, а тяжкість захворювання пом'якшується присутністю другої, нормальної алелі, яка, ймовірно, функціонує нормально. Однак були виявлені стани, що включають людей, які мають дві аномальні алелі. Не дивно, що комбіновані (гомозиготні) дефекти цих генів є набагато рідшими та значно важчими за своїми наслідками.[джерело?]
| Тип                              | Ген/білок                        | Опис |
| -------------------------------- | -------------------------------- | --- |
| GCK-MODY (MODY 2, гомозиготний)  | Глюкокіназа                      | Гомозиготна недостатність глюкокінази спричиняє важку вроджену інсулінову недостатність, що призводить до стійкого неонатального цукрового діабету. У всьому світі було зареєстровано близько 6 випадків. Усі вони потребували інсулінотерапії невдовзі після народження. Стан, здається, не покращується з віком. |
| PDX1-MODY (MODY 4, гомозиготний) | Інсуліновий промоторний фактор-1 | Гомозиготний IPF1 призводить до нездатності підшлункової залози формуватися. Вроджена відсутність підшлункової залози (агенезія підшлункової залози) включає дефіцит як ендокринних, так і екзокринних її функцій.                                                                                                 |

Гомозиготні мутації в інших формах ще не описані. Ті мутації, для яких гомозиготна форма не була описана, можуть бути надзвичайно рідкісними і призводити до клінічних проблем з ще не визнаним зв'язком з моногенним розладом, або можуть бути летальними для плода і не призводити до народження життєздатної дитини.[джерело?]

## Діагностика
Наступні ознаки свідчать про можливість діагнозу MODY у пацієнтів з гіперглікемією та діабетом:
- Легка або помірна гіперглікемія (зазвичай 130–250 мг/дл, або 7–14 ммоль/л), виявлена до 25 років. Однак, будь-яка людина віком до 50 років може захворіти на MODY.[20]
- Наявність у родича першого ступеня споріднення подібного ступеня діабету.
- Відсутність антитіл або іншої автоімунної патології (наприклад, тиреоїдиту) у пацієнта та родини. Однак Урбанова та співавт. виявили, що приблизно чверть центральноєвропейських пацієнтів з MODY позитивні на аутоантитіла до острівцевих клітин (GABA та IA2A). Їх експресія є транзиторною, але високо поширеною. Аутоантитіла були виявлені у пацієнтів із затримкою початку діабету та в періоди недостатнього контролю діабету. Аутоантитіла до острівцевих клітин відсутні при MODY принаймні в деяких популяціях (японці, британці).[21]
- Збереження низької потреби в інсуліні (наприклад, менше 0,5 од/кг/добу) після звичайного "медового місяця".
- Нормальні рівні інсуліну (наприклад, 2,6-24,9 мкОд/мл).
- Відсутність ожиріння (хоча люди із надмірною вагою або ожирінням можуть захворіти на MODY) або інших проблем, зазвичай пов'язаних з діабетом 2 типу або метаболічним синдромом (наприклад, гіпертензія, гіперліпідемія, синдром полікістозних яєчників).[22]
- Інсулінорезистентність трапляється дуже рідко.[23]
- Кістозна хвороба нирок у пацієнта або близьких родичів.
- Нетранзиторний неонатальний діабет або очевидний діабет 1 типу з початком до шести місяців життя.
- Аденома печінки або гепатоцелюлярна карцинома при MODY типу 3.[24]
- Ниркові кісти, рудиментарна або дворога матка, аплазія піхви, відсутність сім'яних проток, кісти придатка яєчка характерні при MODY типу 5.[25]

Діагноз MODY підтверджується специфічним генним тестуванням, доступним у комерційних лабораторіях.

## Лікування
При деяких формах MODY стандартне лікування є доречним, хоча трапляються винятки:
- При MODY 2 пероральні засоби відносно неефективні, однак більшість пацієнтів лікуються консервативно за допомогою дієти та фізичних вправ.
- При MODY 1 і MODY 3 похідні сульфонілсечовини зазвичай дуже ефективні, відтерміновуючи потребу в інсулінотерапії. Похідні сульфонілсечовини ефективні при формах неонатального діабету, пов'язаних з KATP-каналами. Мишача модель діабету MODY припускала, що знижений кліренс сульфонілсечовини лежить в основі їх терапевтичного успіху у пацієнтів з MODY, але Урбанова та співавт. виявили, що пацієнти з MODY по-різному реагують на мишачу модель і що не було послідовного зниження кліренсу сульфонілсечовини у випадково відібраних пацієнтів з HNF1A-MODY та HNF4A-MODY.[26]

Хронічна гіперглікемія будь-якої етіології може з часом спричинити пошкодження кровоносних судин та мікросудинні ускладнення цукрового діабету. Основні цілі лікування людей з MODY — підтримання рівня глюкози в крові якомога ближче до норми («добрий глікемічний контроль»), мінімізуючи при цьому інші судинні фактори ризику — є однаковими для всіх відомих форм цукрового діабету.
Інструменти для лікування подібні для всіх форм цукрового діабету: аналізи крові, зміни в дієті, фізичні вправи, пероральні гіпоглікемічні засоби та ін'єкції інсуліну. У багатьох випадках ці цілі можуть бути досягнуті легше при MODY, ніж при звичайних діабетах 1 та 2 типу. Деяким людям з MODY можуть знадобитися ін'єкції інсуліну для досягнення того ж глікемічного контролю, що інша людина може досягти за допомогою ретельного харчування або пероральних ліків.
При використанні пероральних гіпоглікемічних засобів при MODY, препарати сульфонілсечовини залишаються пероральним засобом першої лінії. У порівнянні з пацієнтами з діабетом 2 типу, пацієнти з MODY часто більш чутливі до похідних сульфонілсечовини, тому для початку лікування слід використовувати нижчу дозу, щоб уникнути гіпоглікемії. Пацієнти з MODY рідше страждають від ожиріння та інсулінорезистентності, ніж пацієнти зі звичайним діабетом 2 типу (для яких інсулінові сенсибілізатори, такі як метформін або тіазолідиндіони, часто є кращими за препарати сульфонілсечовини).